# Kabinett Kekkonen IV
Das Kabinett Kekkonen IV war das 36. Regierungskabinett in der Geschichte Finnlands. Es amtierte vom 9. Juli 1953 bis zum 17. November 1953 (132 Tage).
Im Juni 1953 hatte Ministerpräsident Urho Kekkonen vom Landbund seinen Rücktritt wegen anhaltenden Differenzen zwischen Landbund und Sozialdemokraten um ein Kostensenkungsprogramm, das eine drohende Rezession verhindern sollte, angekündigt. Staatspräsident Juho Kusti Paasikivi beauftragte Kekkonen daraufhin mit der Bildung einer Minderheitsregierung. Kekkonen formte im Sommer 1953 mit der Schwedischen Volkspartei eine neue Regierung, die sich jedoch nur vier weitere Monate bis Mitte November im Amt halten konnte. Sie wurde abgelöst von einer Übergangsregierung unter Sakari Tuomioja. Im März 1954 fanden schließlich Neuwahlen statt.

## Minister
| Amt                                             | Name                                                                                           | Partei                  |
| ----------------------------------------------- | ---------------------------------------------------------------------------------------------- | ----------------------- |
| Ministerpräsident                               | Urho Kekkonen                                                                                  | Landbund                |
| Außenminister                                   | Ralf Törngren                                                                                  | Schwedische Volkspartei |
| Justizminister                                  | Sven Högström                                                                                  | Schwedische Volkspartei |
| Innenminister                                   | Vieno Sukselainen                                                                              | Landbund                |
| Verteidigungsminister                           | Kauno Kleemola                                                                                 | Landbund                |
| Finanzminister                                  | Juho Niukkanen                                                                                 | Landbund                |
| Stellvertr. Finanzminister                      | Nils Meinander                                                                                 | Schwedische Volkspartei |
| Bildungsminister                                | Johannes Virolainen                                                                            | Landbund                |
| Landwirtschaftsminister                         | Martti Miettunen                                                                               | Landbund                |
| Verkehrs- und Infrastrukturminister             | 9. Juli 1953 – 27. Oktober 1953 Eero Mäkinen 30. Oktober 1953 – 17. November 1953 Kusti Eskola | parteilos Landbund      |
| Stellvertr. Verkehrs- und Infrastrukturminister | 9. Juli 1953 – 30. Oktober 1953 Kusti Eskola                                                   | Landbund                |
| Handels- und Industrieminister                  | Teuvo Aura                                                                                     | parteilos               |
| Sozialminister                                  | Lauri Hietanen                                                                                 | parteilos               |
| Stellvertr. Sozialminister                      | Vieno Simonen                                                                                  | Landbund                |